# Mason City (Illinois)
Mason City je grad u američkoj saveznoj državi Ilinois. Prema popisu stanovništva iz 2010. u njemu je živjelo 2.343 stanovnika.